# Micreremus longisetus
Micreremus longisetus är en kvalsterart som beskrevs av Sandór Mahunka 1986. Micreremus longisetus ingår i släktet Micreremus och familjen Micreremidae. Inga underarter finns listade i Catalogue of Life.